# Earth 2150: Escape from the Blue Planet
Earth 2150: Escape from the Blue Planet è un videogioco di strategia in tempo reale, ambientato nel mondo fantascientifico della serie Earth, sviluppato da TopWare Interactive e uscito nel 1999.
Questo titolo, che segue Earth 2140 (dello stesso gruppo di sviluppo) con cui è iniziata la serie, ha poi avuto due espansioni: Earth 2150: The Moon Project e Earth 2150: Lost Souls; esiste anche un seguito Earth 2160 (tutti realizzati da Reality Pump).

## Trama
Siamo nel XXII esimo secolo, dopo anni di disastrose guerre e carestie, il mondo è tornato alla normalità. Dodici stati appartenenti agli ex Stati uniti si sono uniti per formare gli United Civilized States (Stati Uniti Civilizzati - UCS), mentre in Asia è stato creato un nuovo impero sotto il pugno di ferro dei Khan, nome scelto appositamente per evocare un'era gloriosa di una dinastia Mongola ormai andata: L'Eurasian Dynasty (Dinastia Eurasiatica - ED). Gli UCS si affidano ai robot per svolgere qualsiasi compito, comprese le azioni militari. GOLAN, il capo delle forze armate UCS, è stato recentemente modificato per ordine del Presidente, il che ha causato numerosi problemi in tutto il sistema, fra cui il sottovalutare le capacità difensive dell'ED, portando così gli UCS ad invadere e occupare le isole britanniche. Da questo errore è scaturita un'altra guerra sanguinosa, durata quasi un decennio. GOLAN è riuscito comunque ad avere la meglio contro i Khan, i quali hanno deciso di contrattaccare ricorrendo alle armi atomiche. L'ED, facendo uso del nuovo arsenale atomico non ancora testato, mette a segno un massiccio attacco contro un accampamento UCS situato nel polo nord, nel tentativo di mettere fine alle ostilità. Le esplosioni nucleari avranno però effetti devastanti: spingeranno la Terra fuori dalla sua orbita, verso il Sole. Consapevole del fatto che l'orbita terrestre è diventata instabile, una terza fazione, che vive in pace sulla Luna, conosciuta come Lunar Corporation (Corporazione Lunare - LC), si unisce al conflitto nel tentativo di riconciliare le due parti, per il bene comune.
L'obiettivo del gioco è raccogliere le risorse necessarie per poter costruire un'Astronave d'Evacuazione, così da permettere un viaggio verso Marte e fuggire dall'imminente apocalisse – preludio di Earth 2160.
Nonostante le coincidenze con nome, genere, gameplay e trama, Earth 2150 non è collegato in alcun modo con il videogioco Warzone 2100.

## Le Fazioni
In Earth 2050 vi sono tre distinte Fazioni.
United Civilized States (UCS): questa fazione è una demarchia che controlla l'America del nord e del sud. Il nome sta a significare che gli Stati Uniti d'America hanno gradualmente allargato i propri confini, fino ad inglobare l'intero continente. Quella degli UCS è una Fazione che si basa sull'alta tecnologia che ha introdotto l'uso dei robot per rimpiazzare le persone nel maggior numero di lavori possibile. Gli scienziati UCS hanno creato, sotto la supervisione del presidente Jonathan Swamp, NEO e GOLAN; GOLAN, un grande progresso della tecnologia, è il leader delle forze armate UCS, mentre NEO si occupa di politica, essendo le sue capacità superiori a qualsiasi essere organico. Le macchine controllano l'intero esercito, compresi i robot militari. Questi robot bipedi, o mecha, sono altrettanto efficaci se pilotati da esseri umani. Il design avanzato delle costruzioni UCS hanno uno stile moderno ed elegante, così come quello dei robot. Solo gli UCS dispongono di potenti armi come lanciagranate, generatori di scudi, e cannoni al plasma. Altre tecnologie includono un sistema di propulsione antigravitazionale, frutto della reingegnerizzazione di un UFO precipitato, e un cannone rubato all'ED, modificato e portato da 105 a 120 mm. Fra i veicoli UCS vi sono i robot Tiger, Panther, Jaguar e Spider; aerei Gargoyle, Bat e Dragon.
Eurasian Dynasty (ED): di fatto un nuovo Impero Mongolo situato in Russia, l'ED usa armi e tecnologie primitive (per gli standard del XXII secolo) come carri armati ed elicotteri o i loro metodi per produrre energia e di raccolta delle risorse. Le unità base ED sono equipaggiate con mitragliatrici, cannoni da 105mm e lanciarazzi, mentre i veicoli più avanzati montano laser e cannoni ionici (sviluppati in risposta all'attacco UCS), oltre a missili nucleari. Le industrie ED ricordano quelle dell'Unione Sovietica, lo stesso vale per il design e la struttura dei loro veicoli. Fra i veicoli vi sono il Pamir (ingegneria inversa del carro M1A2 Abrams, ora pilotato da un solo uomo), carri Kruszchev e Volga, i carri da difesa Ural (larghi e massicci), elicotteri Cossack, Grozny, Thor e Khan, oltre a potenti navi militari.
Lunar Corporation (LC): la LC è una Fazione matriarca di coloni spaziali, i quali hanno colonizzato la Luna e tagliato i rapporti con la Terra dopo la Terza Guerra Mondiale. Normalmente una fazione pacifista, La LC è costretta a raggiungere la Terra per procurarsi le risorse (poiché la Luna ne è priva) necessarie alla costruzione delle sue Navi per l'Evacuazione. La Lunar Corporation è di gran lunga la più avanzata delle tre Fazioni. Fa uso di veicoli a energia solare e antigravità (risultato di una ricerca sulle tecnologie extraterrestri). Pertanto, non hanno bisogno di scavare trincee o costruire tunnel sotterranei come gli UCS o l'ED. A differenza delle altre due fazioni, la LC è in grado di trasportare i propri stabilimenti direttamente sul campo di battaglia, senza doverli costruire. In combattimento, usano armi esotiche come elettro-cannoni e armi soniche (originariamente deputate all'estrazione dei minerali). Le unità LC generalmente hanno corazze più leggere rispetto alle altre due fazioni, ma sono equipaggiate con armi e scudi anti-energia. Nella campagna single player, le forze LC dispongono del Fang, un'arma solitaria aliena, ricevuta in regalo dopo l'alleanza con gli UCS. Anche se perdere questa unità porta al fallimento immediato, le armi del Fang sono in grado di decimare gli avversari, finché la sua energia non si esaurisce.

## Modalità di gioco
Ci sono 3 campagne per il gioco in singolo (di 30 missioni ognuna), relative a: "Dinastia Eurasiatica" (ED), "Stati Uniti Civilizzati" (UCS) e "Corporazione Lunare" (LC).
Inoltre è presente un editor di mappe (utilizzabili per il gioco in gruppo su LAN o su Internet).